# Eva Amurri
Eva Maria Olivia Amurri (Nueva York; 15 de marzo de 1985) es una actriz estadounidense.

## Biografía
Amurri nació en la ciudad de Nueva York, es hija del director italiano Franco Amurri y de la actriz estadounidense Susan Sarandon. Asistió a la escuela Friends Seminary en Manhattan y se graduó de la Saint Ann's School, en Brooklyn, Nueva York y la Universidad Brown en 2007, especializándose en estudios italianos.
Amurri tuvo un papel en la película The Banger Sisters (2002), en la que su madre protagonizó la película junto a Goldie Hawn. Ella fue una estrella invitada, junto con su madre, en un episodio de Friends. En 2004, estuvo en la película ¡Salvados!. También apareció en el programa de televisión Attack of the Show junto a Kevin Pereira. Ella tuvo un papel en la tercera temporada en la serie de televisión Californication, donde interpretó a Jackie, una estríper, estudiante y el amor interés del personaje central Hank Moody. Amurri también interpretó el papel principal en la película Middle of Nowhere de 2008. En 2009, apareció en un episodio de How I Met Your Mother. En 2010, Amurri apareció en un episodio de la serie House M. D. interpretando a Nicole en el episodio "The Choice".

## Vida personal
Amurri se casó con el exfutbolista estadounidense Kyle Martino, el 29 de octubre de 2011. Tienen una hija, Marlowe Mae, nacida en 2014, y dos hijos, Major James, nacido en 2016 y Mateo Antoni, nacido en 2020. El 15 de noviembre de 2019, Amurri y Martino anunciaron que se separaban, tan solo dos meses después de anunciar que esperaban su tercer hijo juntos. En marzo de 2020 la pareja finalizó los trámites del divorcio. Amurri reside en Westport, Connecticut.

## Filmografía

### Cine
| Año  | Título                   | Personaje                      | Notas                    |
| ---- | ------------------------ | ------------------------------ | ------------------------ |
| 1992 | Bob Roberts              | Niña en el hospital            |                          |
| 1995 | Dead Man Walking         | Helen Prejean (9 años de edad) |                          |
| 1999 | Earthly Possessions      | Adolescente                    | Película para televisión |
| 1999 | Anywhere But Here        | Chica en la TV                 |                          |
| 2002 | Made-Up                  | Sara Tivey                     |                          |
| 2002 | The Banger Sisters       | Ginger Kingsley                |                          |
| 2004 | ¡Salvados!               | Cassandra Edelstein            |                          |
| 2007 | Educando a Charlie Banks | María                          |                          |
| 2007 | The Life Before Her Eyes | Maureen                        |                          |
| 2008 | Middle of Nowhere        | Grace Berry                    |                          |
| 2008 | Animals                  | Jane                           |                          |
| 2009 | New York, I Love You     | Sarah                          |                          |
| 2011 | Aislamiento              | Amy Moore                      |                          |
| 2012 | That's My Boy            | Mary McGarricle (joven)        |                          |
| 2013 | AmeriQua                 | Vicky                          |                          |
| 2013 | Stag                     | Verónica                       |                          |
| 2016 | Mother's Day             | Gayle                          | En rodaje                |

### Televisión
| Año       | Título                            | Personaje                       | Notas                                     |
| --------- | --------------------------------- | ------------------------------- | ----------------------------------------- |
| 2001      | Friends                           | Dina Lockhart                   | Episodio: "The One with Joey's New Brain" |
| 2009      | Californication                   | Jackie                          | 9 episodios                               |
| 2009-2014 | How I Met Your Mother             | Shelly                          | 2 episodios                               |
| 2010      | Mercy                             | Sharra Kelly                    | 2 episodios                               |
| 2010      | House M. D.                       | Nicole Murray                   | Episodio: "The Choice"                    |
| 2010      | Childrens Hospital                | Enfermera                       | Episodio: "I Am Not Afraid of Any Ghost"  |
| 2011      | Pecezuelos                        | Molly Bleak (voz)               | Episodio: "El lado oscuro de los Peces"   |
| 2011-2013 | New Girl                          | Beth                            | 2 episodios                               |
| 2012      | Guys with Kids                    | Jennifer Thomas                 | Episodio: "Chris New Girlfriend"          |
| 2013      | The Mindy Project                 | Lucy                            | 2 episodios                               |
| 2014      | Undateable                        | Sabrina                         | 8 episodios                               |
| 2015      | La Vida Secreta de Marilyn Monroe | Gladys Monroe Mortenson (joven) | Miniserie (2 episodios)                   |